# Tweede Kamerverkiezingen in het kiesdistrict Deventer (1864-1888)
Tweede Kamerverkiezingen in het kiesdistrict Deventer (1864-1888) geeft een overzicht van verkiezingen voor de Nederlandse Tweede Kamer in het kiesdistrict Deventer in de periode 1864-1888.
Het kiesdistrict Deventer was al ingesteld in 1848. De indeling van het kiesdistrict werd in 1864 gewijzigd door een aanpassing van de Kieswet. Tot het kiesdistrict behoorden vanaf dat moment de volgende gemeenten: Apeldoorn, Bathmen, Deventer, Diepenveen, Epe, Goor, Gorssel, Hellendoorn, Holten, Markelo, Olst, Raalte, Rijssen, Voorst en Wijhe.
In 1878 werd de indeling van het kiesdistrict gewijzigd. De gemeente Apeldoorn werd toegevoegd aan het kiesdistrict Amersfoort. Tevens werden gedeelten van de kiesdistricten Almelo (de gemeenten Ambt Delden en Stad Delden), Zutphen (de gemeente Diepenheim) en Zwolle (de gemeente Heerde) toegevoegd aan het kiesdistrict Deventer.
Het kiesdistrict Deventer was in deze periode een meervoudig kiesdistrict: het vaardigde twee leden af naar de Tweede Kamer. Om de twee jaar trad een van de leden af; er werd dan een periodieke verkiezing gehouden voor de vrijgevallen zetel. Bij algemene verkiezingen (na ontbinding van de Tweede Kamer) bracht elke kiezer twee stemmen uit. Om gekozen te worden moest een kandidaat minimaal de districtskiesdrempel behalen.
Legenda
- cursief: in de eerste verkiezingsronde geplaatst voor de tweede ronde;
- vet: gekozen als lid van de Tweede Kamer.

## 14 juni 1864 (tussentijds)
De verkiezingen waren tussentijdse verkiezingen; zij werden gehouden vanwege de omzetting van het kiesdistrict Deventer in een meervoudig kiesdistrict waardoor een tweede zetel beschikbaar kwam.
|                                | 14 juni | 28 juni |
| ------------------------------ | ------- | ------- |
| Kiesgerechtigden               | 2.598   | 2.598   |
| Opkomst                        | 1.632   | 1.698   |
| Geldige stemmen                | 1.595   | 1.680   |
| Blanco stemmen                 | 9       | 6       |
| Kandidaten                     |         |         |
| A. van Delden                  | 757     | 1.247   |
| A.F. Vos de Wael               | 394     | 433     |
| J.P.P. van Zuylen van Nijevelt | 194     |         |
| W. van Lynden                  | 156     |         |
| C.L.M. Smissaert van de Haere  | 51      |         |

## 14 juni 1864 (periodiek)
De verkiezingen waren periodieke verkiezingen; zij werden gehouden vanwege de afloop van de zittingstermijn van een gekozen lid.
|                               | 14 juni |
| ----------------------------- | ------- |
| Kiesgerechtigden              | 2.598   |
| Opkomst                       | 1.630   |
| Geldige stemmen               | 1.603   |
| Blanco stemmen                | 17      |
| Kandidaten                    |         |
| G. Dumbar                     | 1323    |
| O. van Wassenaer van Catwijck | 172     |

## 12 juni 1866
De verkiezingen waren periodieke verkiezingen; zij werden gehouden vanwege de afloop van de zittingstermijn van een gekozen lid.
|                               | 12 juni |
| ----------------------------- | ------- |
| Kiesgerechtigden              | 2.631   |
| Opkomst                       | 1.064   |
| Geldige stemmen               | 1.035   |
| Blanco stemmen                | 11      |
| Kandidaten                    |         |
| A. van Delden                 | 774     |
| O. van Wassenaer van Catwijck | 238     |

## 30 oktober 1866
De verkiezingen werden gehouden na ontbinding van de Tweede Kamer.
|                                       | 30 oktober | 13 november |
| ------------------------------------- | ---------- | ----------- |
| Kiesgerechtigden                      | 2.631      | 2.631       |
| Opkomst                               | 1.985      | 1.593       |
| Geldige stemmen                       | 3.841      | 1.578       |
| Blanco stemmen                        | 115        | 11          |
| Kiesdrempel                           | 960        | 789         |
| Kandidaten                            |            |             |
| A. van Delden                         | 1.013      |             |
| G. Dumbar                             | 921        | 1.084       |
| G.A. Vos de Wael                      | 427        | 494         |
| P.J. Teding van Berkhout              | 415        |             |
| W.A.A.J. Schimmelpenninck van der Oye | 403        |             |
| J.A. van de Velde                     | 394        |             |
| M.D. van Otterloo                     | 157        |             |
| H.C. Dubois                           | 36         |             |

## 22 januari 1868
De verkiezingen werden gehouden na ontbinding van de Tweede Kamer.
|                                       | 22 januari |
| ------------------------------------- | ---------- |
| Kiesgerechtigden                      | 2.719      |
| Opkomst                               | 1.841      |
| Geldige stemmen                       | 3.657      |
| Blanco stemmen                        | 21         |
| Kiesdrempel                           | 914        |
| Kandidaten                            |            |
| A. van Delden                         | 1.134      |
| G. Dumbar                             | 1.055      |
| W.A.A.J. Schimmelpenninck van der Oye | 766        |
| E. van Lynden                         | 665        |

## 8 juni 1869
De verkiezingen waren periodieke verkiezingen; zij werden gehouden vanwege de afloop van de zittingstermijn van een gekozen lid.
|                          | 8 juni |
| ------------------------ | ------ |
| Kiesgerechtigden         | 2.725  |
| Opkomst                  | 1.828  |
| Geldige stemmen          | 1.815  |
| Blanco stemmen           | 11     |
| Kandidaten               |        |
| G. Dumbar                | 1.242  |
| J.J. Teding van Berkhout | 532    |

## 13 juni 1871
De verkiezingen waren periodieke verkiezingen; zij werden gehouden vanwege de afloop van de zittingstermijn van een gekozen lid.
|                      | 13 juni |
| -------------------- | ------- |
| Kiesgerechtigden     | 2.771   |
| Opkomst              | 1.224   |
| Geldige stemmen      | 1.209   |
| Blanco stemmen       | 11      |
| Kandidaten           |         |
| A. van Delden        | 887     |
| G.A. Vos de Wael     | 111     |
| M.D. van Otterloo    | 102     |
| W.L.F.C. van Rappard | 58      |
| A.F. Vos de Wael     | 31      |

## 1 augustus 1872
Albertus van Delden, gekozen bij de verkiezingen van 13 juni 1871, trad op 6 juli 1872 af vanwege zijn toetreding tot het kabinet-De Vries-Fransen van de Putte. Om in de ontstane vacature te voorzien werd een tussentijdse verkiezing gehouden.
|                                       | 1 augustus |
| ------------------------------------- | ---------- |
| Kiesgerechtigden                      | 2.814      |
| Opkomst                               | 1.032      |
| Geldige stemmen                       | 1.011      |
| Blanco stemmen                        | 14         |
| Kandidaten                            |            |
| P. Blussé van Oud-Alblas              | 688        |
| A. Schimmelpenninck van der Oye       | 199        |
| W.A.A.J. Schimmelpenninck van der Oye | 113        |

## 10 juni 1873
De verkiezingen waren periodieke verkiezingen; zij werden gehouden vanwege de afloop van de zittingstermijn van een gekozen lid.
|                                 | 10 juni |
| ------------------------------- | ------- |
| Kiesgerechtigden                | 2.937   |
| Opkomst                         | 1.611   |
| Geldige stemmen                 | 1.596   |
| Blanco stemmen                  | 5       |
| Kandidaten                      |         |
| W.H. Dullert                    | 903     |
| A. Schimmelpenninck van der Oye | 673     |

## 15 juli 1873
Willem Dullert was bij de verkiezingen van 10 juni 1873 gekozen in twee kiesdistricten, Arnhem en Deventer. Hij opteerde voor Arnhem, als gevolg waarvan in Deventer een naverkiezing gehouden werd.
|                                 | 15 juli |
| ------------------------------- | ------- |
| Kiesgerechtigden                | 2.937   |
| Opkomst                         | 2.132   |
| Geldige stemmen                 | 2.101   |
| Blanco stemmen                  | 15      |
| Kandidaten                      |         |
| A. Schimmelpenninck van der Oye | 1.072   |
| W. van der Kaay                 | 850     |
| G. Dumbar                       | 170     |

## 8 juni 1875
De verkiezingen waren periodieke verkiezingen; zij werden gehouden vanwege de afloop van de zittingstermijn van een gekozen lid.
|                          | 8 juni |
| ------------------------ | ------ |
| Kiesgerechtigden         | 2.923  |
| Opkomst                  | 2.214  |
| Geldige stemmen          | 2.201  |
| Blanco stemmen           | 11     |
| Kandidaten               |        |
| P. Blussé van Oud-Alblas | 1.299  |
| J.W. Gefken              | 898    |

## 12 juni 1877
De verkiezingen waren periodieke verkiezingen; zij werden gehouden vanwege de afloop van de zittingstermijn van een gekozen lid.
|                                 | 12 juni |
| ------------------------------- | ------- |
| Kiesgerechtigden                | 3.064   |
| Opkomst                         | 2.356   |
| Geldige stemmen                 | 2.348   |
| Blanco stemmen                  | 4       |
| Kandidaten                      |         |
| A. van Delden                   | 1.355   |
| A. Schimmelpenninck van der Oye | 992     |

## 10 juni 1879
De verkiezingen waren periodieke verkiezingen; zij werden gehouden vanwege de afloop van de zittingstermijn van een gekozen lid.
|                             | 10 juni |
| --------------------------- | ------- |
| Kiesgerechtigden            | 3.090   |
| Opkomst                     | 1.961   |
| Geldige stemmen             | 1.949   |
| Blanco stemmen              | 12      |
| Kandidaten                  |         |
| P. Blussé van Oud-Alblas    | 1.092   |
| A.P.R.C. Borch van Verwolde | 563     |
| F.T. Westerwoudt            | 273     |

## 14 juni 1881
De verkiezingen waren periodieke verkiezingen; zij werden gehouden vanwege de afloop van de zittingstermijn van een gekozen lid.
|                             | 14 juni |
| --------------------------- | ------- |
| Kiesgerechtigden            | 3.173   |
| Opkomst                     | 2.111   |
| Geldige stemmen             | 2.101   |
| Blanco stemmen              | 6       |
| Kandidaten                  |         |
| A. van Delden               | 1.234   |
| A.P.R.C. Borch van Verwolde | 859     |

## 12 juni 1883
De verkiezingen waren periodieke verkiezingen; zij werden gehouden vanwege de afloop van de zittingstermijn van een gekozen lid.
|                             | 12 juni |
| --------------------------- | ------- |
| Kiesgerechtigden            | 3.243   |
| Opkomst                     | 2.585   |
| Geldige stemmen             | 2.573   |
| Blanco stemmen              | 7       |
| Kandidaten                  |         |
| P. Blussé van Oud-Alblas    | 1.426   |
| A.P.R.C. Borch van Verwolde | 1.141   |

## 28 oktober 1884
De verkiezingen waren algemene verkiezingen; zij werden gehouden na ontbinding van de Tweede Kamer.
|                                 | 28 oktober |
| ------------------------------- | ---------- |
| Kiesgerechtigden                | 3.297      |
| Opkomst                         | 2.793      |
| Geldige stemmen                 | 5.562      |
| Blanco stemmen                  | 16         |
| Kiesdrempel                     | 1.391      |
| Kandidaten                      |            |
| A. van Delden                   | 1.621      |
| P. Blussé van Oud-Alblas        | 1.572      |
| A. Schimmelpenninck van der Oye | 1.193      |
| A.P.R.C. Borch van Verwolde     | 1.156      |

## 15 juni 1886
De verkiezingen waren algemene verkiezingen; zij werden gehouden na ontbinding van de Tweede Kamer.
|                                 | 15 juni |
| ------------------------------- | ------- |
| Kiesgerechtigden                | 3.470   |
| Opkomst                         | 3.059   |
| Geldige stemmen                 | 6.086   |
| Blanco stemmen                  | 24      |
| Kiesdrempel                     | 1.522   |
| Kandidaten                      |         |
| A. van Delden                   | 1.846   |
| P. Blussé van Oud-Alblas        | 1.804   |
| A. Schimmelpenninck van der Oye | 1.242   |
| C. van Hövell                   | 736     |
| P.F. Besier                     | 447     |

## 14 juni 1887
Pieter Blussé van Oud-Alblas, gekozen bij de verkiezingen van 15 juni 1886, overleed op 19 mei 1887. Om in de ontstane vacature te voorzien werd een tussentijdse verkiezing gehouden.
|                           | 14 juni |
| ------------------------- | ------- |
| Kiesgerechtigden          | 3.438   |
| Opkomst                   | 2.280   |
| Geldige stemmen           | 2.273   |
| Blanco stemmen            | 5       |
| Kandidaten                |         |
| H.J. Dijckmeester         | 1.466   |
| R.J. Schimmelpenninck     | 608     |
| W.G. Brantsen van de Zijp | 196     |

## 1 september 1887
De verkiezingen waren algemene verkiezingen; zij werden gehouden na ontbinding van de Tweede Kamer.
|                   | 1 september |
| ----------------- | ----------- |
| Kiesgerechtigden  | 3.438       |
| Opkomst           | 1.479       |
| Geldige stemmen   | 2.786       |
| Blanco stemmen    | 170         |
| Kiesdrempel       | 697         |
| Kandidaten        |             |
| A. van Delden     | 1.341       |
| H.J. Dijckmeester | 1.331       |

## Voortzetting
Na de grondwetsherziening van 1887 werden de meervoudige kiesdistricten opgeheven; het kiesdistrict Deventer werd derhalve omgezet in een enkelvoudig kiesdistrict. De gemeente Rijssen werd toegevoegd aan het kiesdistrict Almelo, de gemeente Epe aan het kiesdistrict Apeldoorn, de gemeente Heerde aan het kiesdistrict Kampen, de gemeenten Ambt Delden, Diepenheim, Goor, Gorssel, Markelo en Stad Delden aan het kiesdistrict Lochem, de gemeenten Hellendoorn, Holten en Raalte aan het kiesdistrict Ommen en de gemeente Wijhe aan het kiesdistrict Zwolle.